# 威爾科克斯 (佛羅里達州)
威爾科克斯（英語：Wilcox）是位於美國佛羅里達州吉爾克里斯特縣的一個非建制地區。該地的面積和人口皆未知。

## 地理
威爾科克斯的座標為29°36′40″N 82°55′19″W / 29.61111°N 82.92194°W，而該地的平均海拔高度為12米（即39英尺）。